# Сорочья Крепость
Соро́чья Кре́пость — деревня в Аткарском районе Саратовской области России. Входит в состав Даниловского муниципального образования.

## География
Деревня находится в пределах Приволжской возвышенности, в степной зоне, на берегах реки Сухая Палатовка, на расстоянии примерно 23 км (по прямой) к северу от города Аткарск, административного центра района. Абсолютная высота — 183 м над уровнем моря.

### Климат
Климат характеризуется как умеренно континентальный с холодной малоснежной зимой и жарким сухим летом. Средняя многолетняя температура самого холодного месяца (января) составляет −12,1 — −12,6 °С, температура самого тёплого (июля) 20,8 — 21,4 °С. Среднегодовое количество атмосферных осадков — 375—450 мм. Снежный покров держится в среднем 130—135 дней в году.

### Часовой пояс
Деревня Сорочья Крепость, как и вся Саратовская область, находится в часовой зоне МСК+1. Смещение применяемого времени относительно UTC составляет +4:00.

## Население
| 2010 |
| ---- |
| 0    |